# Энцефаляртос ужасный
Энцефаля́ртос ужа́сный (лат. Encephalartos ferox) — вид растений рода Энцефаляртос (Encephalartos) семейства Замиевые (Zamiaceae).

## Распространение
Южная Африка. Обитает в природе вдоль южного побережья Мозамбика и севера провинции Квазулу-Натал в ЮАР и обычно растёт очень близко к океану на белых песчаных пляжах и на песчаных дюнах. Местами очень обычен в прибрежных травянистых зарослях, реже встречается в вечнозеленых прибрежных лесах.

## Ботаническое описание

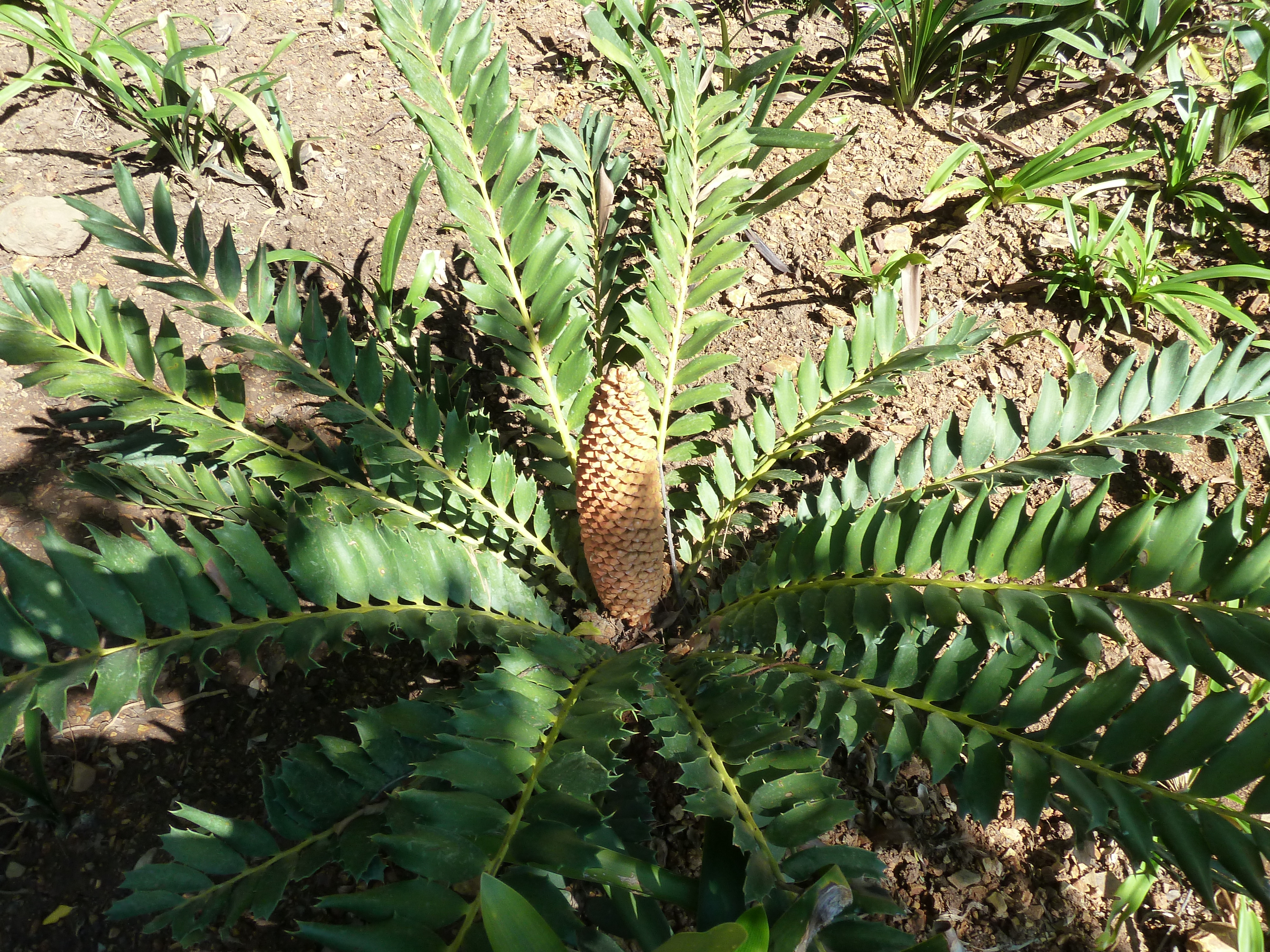
Мужское растение

Короткоствольный кустарник 1—3 м высотой (иногда ствол бывает подземным) c неразветвлёнными или изредка разветвлёнными от основания стволиками около 30 см диаметром. Листья, собранные в мутовку, от нескольких до многих, 1—2 м длиной (в том числе, черешок 20—30 см длиной), опушённые, от тёмно-зелёных до медно-коричневых; рахис почти прямой, прямостоячий, сначала войлочно опушённый, затем почти голый; листочки в основном перекрываются в верхней половине и более разнесены в нижней, около 15 см длиной и 3,5—5 см шириной (срединные – до 20 см длиной и 7 см шириной, наиболее широкие у верхушки), яйцевидные или продолговато-эллиптические, плоские или скрученные, по краям с довольно равномерно расположенными дельтовидными шиповидными зубцами около 0,5 см длиной, которые кажутся длиннее на их верхушке; листочки уменьшаются в размерах к основанию, становясь в конечном итоге раздвоенными шипами; располагаются на рахисе примерно под углом 70°.
Микростробилы почти цилиндрические, зауженные к обоим концам, до 40 см длиной и 7—10 см диаметром; срединные микропорофиллы 3—4 cм длиной, 2—3 см шириной, вертикально с толстыми боковыми гребнями. Семенные шишки по 1—3, 25—50 см длиной и 20—40 см толщиной, почти сидячие, от яйцевидных до яйцевидно-продолговатых, ярко-красные; семенные чешуи в средней части шишки до 7 см длиной, голые, с приплюснутым дорсивентрально апофизом почти квадратного очертания, с двумя длинными отростками, идущими к оси шишки между семенами соседних чешуек, при этом пупковидно вогнутые на конце и не загнутые. Семена 4,5—5 см длиной, 1,5—2 см шириной, ярко-киноварно-красные, позднее становятся чёрными, мясистая часть превышает каменистую внутреннюю часть дистально примерно на 2 см.